# Lista czarnych narciarskich tras zjazdowych w Polsce
Lista czarnych narciarskich tras zjazdowych w Polsce – lista zjazdowych tras narciarskich w Polsce o czarnym, najtrudniejszym stopniu w skali trudności tras narciarskich (w kolejności z zachodu na wschód):
| Nazwa ośrodka                                        | Nazwa trasy                    | Start                                     | Start                 | Meta                               | Meta                  | Dłu- gość (m) | Prze- wyż- sze- nie (m) | Na- chy- le- nie (%)** | Oś- wie- tle- nie | Sztucz- ne naśnie- żanie | Homologacja FIS                                 | Homologacja FIS                  | Uwagi*                                                                 |
| Nazwa ośrodka                                        | Nazwa trasy                    | nazwa                                     | wyso- kość (m n.p.m.) | nazwa                              | wyso- kość (m n.p.m.) | Dłu- gość (m) | Prze- wyż- sze- nie (m) | Na- chy- le- nie (%)** | Oś- wie- tle- nie | Sztucz- ne naśnie- żanie | numer                                           | ważna do                         | Uwagi*                                                                 |
| ---------------------------------------------------- | ------------------------------ | ----------------------------------------- | --------------------- | ---------------------------------- | --------------------- | ------------- | ----------------------- | ---------------------- | ----------------- | ------------------------ | ----------------------------------------------- | -------------------------------- | ---------------------------------------------------------------------- |
| SkiArena Szrenica                                    | 1, FIS                         | Szrenica                                  | 1302                  |                                    | 792                   | 2000          | 510                     | 25,5                   |                   | TAK (80%)                |                                                 |                                  | ściana o nachyleniu 50%                                                |
| Kompleks Narciarski Kopa w Karpaczu                  | A, Liczyrzepa                  | Kopa                                      | 1350                  |                                    | 1045                  | 1030          | 305                     | 29,6                   |                   | NIE                      |                                                 |                                  |                                                                        |
| Ośrodek Narciarski Czarna Góra                       | Trasa A, KL                    | Czarna Góra                               | 1205                  |                                    | 826                   | 1367          | 379                     | 27,7                   |                   | TAK                      | 9316/11/09 9317/11/09                           | 2019-11-01                       | SL K i M GS K i M                                                      |
| Ośrodek Narciarski Stożek w Wiśle                    | Trasa czarna                   |                                           | 940                   |                                    | 720                   | 1100          | 240                     | 21,8                   | TAK               | TAK                      |                                                 |                                  | oświetlenie nie umożliwia jazdy nocnej                                 |
| Ośrodek Narciarski Stożek w Wiśle                    | czarny fragment trasy "Ściana" |                                           | 940                   |                                    | 720                   | 800           | 240                     | 30,0                   | TAK               | TAK                      |                                                 |                                  | jw.                                                                    |
| Szczyrk Mountain Resort                              | 5, Bieńkula                    | Hala Skrzyczeńska                         | 1022                  | Czyrna "Bieńkula"                  | 618                   | 1520          | 404                     | 26,6                   |                   | TAK                      |                                                 |                                  |                                                                        |
| Ośrodek Narciarski Beskid Sport Arena w Szczyrku     | 3, FIS                         | Stacja górna wyciągu                      | 840                   | Stacja dolna wyciągu               | 600                   | 800           | 240                     | 30                     | TAK               | TAK                      |                                                 |                                  |                                                                        |
| Ośrodek Narciarski COS OPO w Szczyrku                | 23, FIS                        | Skrzyczne                                 | 1257                  | Dolina Dunacie                     | 607                   | 2850          | 650                     | 22,8                   |                   | TAK                      | 10779/12/12 11287/03/14 11288/03/14 11289/03/14 | 2022-11-01 2019-11-01 2024-11-01 | SL K i M DH K i M SG K i M SG M                                        |
| Ośrodek Szkoleniowo-Wypoczynkowy Beskidek w Szczyrku | Beskidek                       | górna stacja wyciągu orczykowego          | 715                   | dolna stacja wyciągu orczykowego   | 530                   | 730           | 185                     | 25,3                   |                   |                          |                                                 |                                  | nieczynna                                                              |
| Jastrzębica SKI w Przyłękowie                        | 1, FIS                         |                                           | 760                   |                                    | 600                   | 530           | 160                     | 30                     | TAK               | TAK                      | 11699/07/15                                     | 2025-11-01                       | SL K i M                                                               |
| Ośrodek Narciarski Pilsko w Korbielowie              | 7                              | Hala Miziowa                              | 1300                  | Hala Szczawiny                     | 1060                  | 1000          | 240                     | 24,0                   |                   |                          | 8559/08/07 10867/02/13 8560/08/07               | 2017-08-06 2018-11-01 2017-08-06 | GS K i M SG K i M SL K i M                                             |
| Stacja Narciarska MaciejowaSki w Rabce               | 3                              |                                           |                       |                                    |                       | 350           |                         |                        |                   |                          |                                                 |                                  | fragment dłuższej trasy                                                |
| Ośrodek Narciarsko-Rekreacyjny Harenda w Zakopanem   |                                |                                           |                       |                                    |                       | 900           | 210                     | 23,3                   | TAK               | TAK (100%)               | 12139/10/16                                     | 2026-11-01                       | SL K i M                                                               |
| Kasprowy Wierch (ośrodek narciarski)                 | 2, Trasa Goryczkowa            | Kasprowy Wierch                           | 1950                  |                                    | 1348                  | 2000          | 602                     | 30,1                   |                   |                          | 10135/09/11 10136/09/11                         | co najmniej do 2021-11-01        | SL, GS, SG, DH K i M                                                   |
| Kasprowy Wierch (ośrodek narciarski)                 | 1, Trasa Gąsienicowa           | Kasprowy Wierch                           | 1985                  |                                    | 1633                  | 1400          | 352                     | 25,1                   |                   |                          | 10131/09/11 10132/09/11                         | 2021-11-01                       | SL i GS K i M                                                          |
| Centrum Narciarskie Nosal w Zakopanem                | Nosal 1                        | Nosal, górna stacja wyciągu krzesełkowego | ok. 1150              | dolna stacja wyciągu krzesełkowego | ok. 920               | 650           | 230                     | 35,4                   |                   |                          |                                                 | już nieważna                     | w dolnej części czerwona, nieczynna                                    |
| Stacja Narciarska Jurgów                             | 5                              | Górków Wierch                             | 1046                  | dolna stacja wyciągu krzesełkowego | 846                   | 950           | 200                     | 21,1                   |                   | TAK                      | 9221/09/09                                      | 2019-11-01                       | SL K i M otwarta 2010-12-30                                            |
| Arena Narciarska Jaworki-Homole                      |                                | górna stacja wyciągu "Homole"             |                       | dolna stacja wyciągu "Homole"      |                       | 900           | 116                     | 12,9                   |                   |                          |                                                 |                                  | kolor czarny ze względu na brak utrzymywania trasy                     |
| Stacja Narciarska Jaworzyna Krynicka                 | V, FIS                         |                                           | 950                   |                                    | 688                   | 1000          | 262                     | 26,2                   |                   | TAK                      | 12833/10/18 10524/03/12                         | 2026-11-01 2022-11-01            | SL K i M                                                               |
| Stacja Narciarska Laskowa-Kamionna                   |                                |                                           |                       |                                    |                       | ok. 100       |                         |                        |                   | TAK                      |                                                 |                                  | ok. 100-metrowy fragment dłuższej trasy                                |
| WOSiR Szelment w Jeleniewie                          | Czarna                         |                                           |                       |                                    |                       | 400           | 60                      | 15,0                   | TAK               | TAK                      |                                                 |                                  | Druga trasa, o nazwie „Wąwóz” (długość 500 m) też ma czarne oznaczenie |

*: użyte skróty: SL – slalom; GS – slalom gigant; SG – supergigant; DH – zjazd; K – kobiety; M - mężczyźni.
**: nachylenie rozumiane jako stosunek przewyższenia do długości trasy i wyrażone w procentach.